# Dysmachus periscelis
Dysmachus periscelis är en tvåvingeart som först beskrevs av Macquart 1849.  Dysmachus periscelis ingår i släktet Dysmachus och familjen rovflugor. Inga underarter finns listade i Catalogue of Life.